# AICC
L'AICC, acronimo di Aviation Industry CBT Committee, è un'associazione internazionale dei professionisti dell'addestramento tecnologicamente assistito (Computer-Based Training).
AICC emana la guida di riferimento per l'industria aeronautica (in particolare quella statunitense) relativa allo sviluppo, al delivery e alla valutazione CBT e di tecnologie di addestramento relative.

## Obiettivi
Gli obiettivi del AICC sono:
1. Assistere gli operatori aeronautici nello sviluppo di guide di riferimento che promuovano il vantaggio economico e l'efficacia dei mezzi di addestramento computerizzato (CBT).
2. Fornire la guida di riferimento per permettere la interoperabilità fra diversi prodotti CBT e le relative piattaforme di fruizione.
3. Mettere a disposizione una tribuna aperta per la discussione sulle tecnologie di addestramento CBT ed in generale sui sistemi di formazione.

L'impiego estensivo di queste specifiche (standard AICC) nei sistemi di e-learning, in particolare alla fine degli anni novanta, ha determinato di fatto l'identificazione della sigla AICC con lo standard medesimo di interoperabilità, definito per sistemi di apprendimento CBT nel loro complesso.
L'AICC, infatti, ha reso il proprio standard disponibile (aperto) alla comunità degli sviluppatori, anche per prodotti non direttamente collegati al settore aeronautico, fornendo di fatto uno dei primi standard efficienti per la gestione delle informazioni associate alla fruizione di corsi di addestramento a distanza.
L'AICC inoltre coordina attivamente le attività di definizione di altri ambiti tecnologici, sempre legati a standard di interoperabilità, con particolare riferimento all'IMS, l'ADL, l'ISO/SC36 e IEEE/LTSC; per certi versi lo standard AICC può essere considerato il "nonno" dello SCORM, di gran lunga uno dei modelli tecnologici più diffusi in ambito e-learning.

## Storia
L'AICC è stato fondato nel 1988 da alcune compagnie costruttrici del settore aeronautico (Boeing, Airbus e McDonnell-Douglas); a quel tempo il suo scopo era, fondamentalmente, ridurre i costi dovuti alla proliferazione di standard differenti sui nuovi dispositivi multimediali impiegati da diversi fornitori in ambito CBT (ogni produttore richiedeva una specifica scheda audio, video, ecc.).
Nel 1989, l'AICC pubblica quindi le prime definizioni formali della piattaforma CBT.
Questi standard inizialmente definiscono il PC-DOS la piattaforma primaria di delivery per questi mezzi.
Nel 1992 l'AICC ha prodotto poi una prima specifica di interoperabilità per i media audio-digitali, sempre riferita a supporti destinati a piattaforme basate DOS. Con questa specifica ha permesso di uniformare sotto un unico standard il tipo di scheda audio a cui i diversi fornitori poterono riferirsi nelle loro produzioni di corsi multimediali di formazione.
I driver audio AICC sono stati prodotti per Sound Blaster, WICAT e altre schede audio molto diffuse dell'epoca.
Tantissime vecchie applicazioni CBT ancora usano oggi questa specifica.
Nel 1993, l'AICC ha prodotto quella che sarà considerata di fatto la prima specifica di standard per runtime interoperability in ambiti learning management system (LMS) ovvero Computer Managed Instruction (CMI) Systems.
Questa specifica dell'AICC (guida di riferimento AICC/CMI per l'interoperabilità), originalmente è stata progettata per il funzionamento di CD-ROM/LAN (file-based/locale) ed è stata aggiornata nel mese di gennaio del 1998 per aggiungere un'interfaccia web-based denominata "HACP" (HTTP-based AICC/CMI Protocol).
Nel mese di settembre del 1999 la specifica CMI001 è stata aggiornata per aggiungere un'interfaccia di programmazione (API) JavaScript runtime.
Il modello di dati dell'ambiente e l'API runtime usati nella specifica di SCORM è un derivato di questo lavoro.